# Lazar Lemić
Lazar Lemić (cyr.: Лазар Лемић, ur. 20 kwietnia 1938, zm. 16 lutego 2014) – bośniacki piłkarz występujący na pozycji pomocnika. Reprezentant Jugosławii.

## Kariera klubowa
W swojej karierze Lemić reprezentował barwy zespołów RFK Novi Sad, FK Željezničar oraz Fenerbahçe SK. Wraz z Fenerbahçe w sezonie 1966/1967 wywalczył wicemistrzostwo Turcji.

## Kariera reprezentacyjna
W 1964 roku Lemić został powołany do reprezentacji Jugosławii na Letnie Igrzyska Olimpijskie. W wygranym 3:1 meczu tego turnieju z Marokiem, zadebiutował w kadrze. Tamte igrzyska Jugosławia zakończyła na ćwierćfinale. W drużynie narodowej Lemić rozegrał 2 spotkania.